# Juan Tulic
Juan José Tulic – piłkarz urugwajski, bramkarz.
Jako piłkarz klubu River Plate Montevideo wziął udział w turnieju Copa América 1947, gdzie Urugwaj zajął trzecie miejsce. Tulic zagrał we wszystkich siedmiu meczach – z Kolumbią, Chile, Boliwią, Paragwajem (stracił 4 bramki), Ekwadorem (tylko w pierwszej połowie – w przerwie zastąpił go Francisco Sabini), Peru i Argentyną (stracił 3 bramki). Były to jedyne mecze reprezentacyjne w całej jego karierze piłkarskiej.
Tulic przeniósł się później do Kolumbii, gdzie na początku lat 50. grał w klubie Cúcuta Deportivo.